# Ball de Sant Miquel
El Ball de Sant Miquel és una dansa que forma part dels elements del Seguici Festiu de Reus que surt per la Festa Major i per les festes de la mare de Déu de Misericòrdia el 25 de setembre.

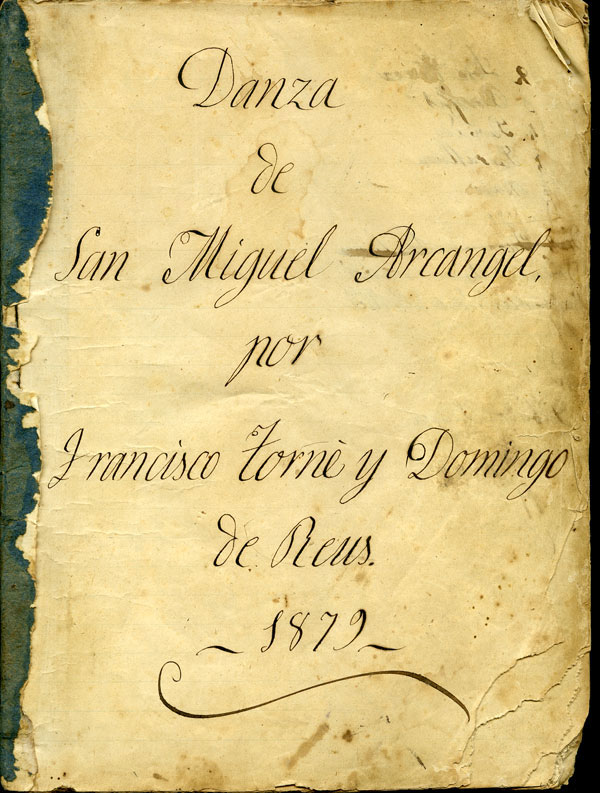
Portada del manuscrit de Francesc Torné del ball de sant Miquel

Aquest ball representa la lluita entre el bé i el mal. És un ball parlat i explica l'enfrontament entre les forces de l'infern, encapçalades per Llucifer acompanyat de la Diablessa, i els àngels, comandats per sant Miquel. Per la seva temàtica, es considera que és l'antic ball de diables que, a Reus, va desaparèixer quan el gremi dels Boters va deixar de fer-se'n càrrec a la dècada de 1830. Des d'aquell moment, els diables de Reus, com els d'altres poblacions del Camp i del Priorat, circulen pels carrers cremant les seves carretilles, però no reciten parlaments en cap moment, i no hi ha personatges diferenciats en el ball. Sembla ser, però, que d'aquest ball en van quedar vestigis, i a Alforja es troba documentada la seva representació al darrer terç del segle xix, per les festes de sant Miquel el 29 de setembre. Es té constància d'un text del reusenc Francesc Torné i Domingo, un manuscrit datat el 1879, que s'utilitzà en les representacions d'aquella població. És una peça escrita en castellà que dona a entendre els conflictes ideològics de l'època. El folklorista Joan Amades, al seu Costumari Català, diu que el ball se celebrava per la festa de Sant Miquel i que s'havia representat a Reus i a Tarragona.
El 1981 el ball de diables de Reus en va fer una nova versió sense conèixer el text antic. Aquest ball s'ha representat diverses vegades els darrers anys. L'obra, en vers, segueix el model bàsic de les representacions dels balls de diables, amb una crida per part de Llucifer i la Diablessa a les forces infernals:
| « | Veniu forces de l'infern, veniu fúries infernals. Dels racons de tot l'avern, diables, veniu a l'instant. Us convoca Llucifer, rei suprem, àngel del mal, vençut fa temps, però rebel. Us reclama al seu davant per acomplir tres manaments: corrompre, mal fer i cremar! | » |

L'estructura senzilla del text permet afegir als textos que formen part de l'argument, altres versots que van recitant diferents diables. Aquests versos canvien d'any en any i acostumen a fer referència a fets polítics i socials d'actualitat. El nou Ball de Sant Miquel recupera així la funció satírica dels diables, desapareguda en el model tradicional de ball de diables sense parlaments però ben present en els diables burlescos que acompanyaven altres balls parlats reusencs.
Els vestits i els estris dels components del ball són els mateixos que els del ball de diables Però Llucifer i la Diablessa, porten vestits inspirats en els dibuixos que publicà Joan Amades: Llucifer porta al cap una mitra de bisbe i la Diablessa llueix unes grans banyes. La música, aplegada per aquest folklorista, és interpretada per una cobla de ministrers. S'hi afegeixen els tabals que porten alguns components del ball en alguns moments de la representació.
En l'actualitat, el ball surt en el marc de les festes de Misericòrdia i es representa en algunes places del nucli antic i a la plaça del santuari.